# Petra Dijkman
Petra Dijkman (13 november 1979) is een Nederlands wegwielrenster. Zij reed van 2005 tot 2012 wedstrijden.
Dijkman begon met fietsen op een fietsvakantie in Griekenland. Daarna ging ze bij studentenwielrenvereniging Squadra Veloce rijden, waar ze een studentenkampioenschap won. In 2005 reed ze bij de elite-dames. In 2009 komt ze bij het RedSun Cycling-team terecht dat UCI-wedstrijden rijdt. In 2009 was ze eerste reserve bij het WK op de weg.

## Palmares
- 2009, Holland Hills Classic, 2e plaats
- 2010, Dwars door de Westhoek, 2e plaats
- 2012, Dwars door Vlaanderen, 3e plaats

## UCI-klasseringen
- 2009: 87e (49, punten)
- 2010: 73 (45,91 punten)
- 2011: 367e (3 punten)

## Privé
Dijkman studeerde van 2000 tot 2006 aan de faculteit Biomedische Technologie van de TU Eindhoven. In 2006 startte ze haar promotieonderzoek, waardoor ze het studeren en het fietsen moest combineren. In 2012 promoveerde ze aan de TU Eindhoven.